# Tomaszowski, Łódzkie
Quận Tomaszów Mazowiecki (tiếng Ba Lan: powiat tomaszowski) là một đơn vị quản lý lãnh thổ và chính quyền địa phương (powiat) ở Łódź Voivodeship, miền trung Ba Lan. Nó ra đời vào ngày 1 tháng 1 năm 1999, là kết quả của cải cách chính quyền địa phương Ba Lan được thông qua vào năm 1998. Cơ quan hành chính và thị trấn duy nhất của nó là Tomaszów Mazowiecki, nằm cách 49 kilômét (30 mi)   phía đông nam thủ đô Łódź.
Quận có diện tích 1,025.7 km2. Tính đến năm 2006, tổng dân số của nó là 120.973, trong đó dân số của Tomaszów Mazowiecki là 66.705 và dân số nông thôn là 54.268.

## Các quận lân cận
Tomaszów Mazowiecki Quận giáp Brzeziny County, Skierniewicki và Rawski ở phía bắc, Grojec County và Przysucha County ở phía đông, Opoczno County ở phía nam-đông, Piotrkow County về phía tây, và Đông Łódź ở phía Tây bắc.

## Phân chia hành chính
Quận được chia thành 11 vùng (một đô thị và 10 nông thôn). Chúng được liệt kê trong bảng sau, theo thứ tự dân số giảm dần. 
| Vùng                                        | Kiểu      | Khu vực (km²) | Dân số (2006) | Trung tâm             |
| Tomaszów Mazowiecki                         | thành thị | 41.3          | 66.705        |                       |
| Gmina Tomaszów Mazowiecki                   | nông thôn | 151.3         | 9,826         | Tomaszów Mazowiecki * |
| Gmina Ujazd                                 | nông thôn | 97,0          | 7,747         | Ujazd                 |
| Gmina bôi trơn                              | nông thôn | 131,6         | 7.600         | Dầu bôi trơn          |
| Gmina Rokiciny                              | nông thôn | 90,5          | 5,925         | Rokiciny              |
| Gmina Czerniewice                           | nông thôn | 127,7         | 5.113         | Czerniewice           |
| Gmina Rzeczyca                              | nông thôn | 108.3         | 4.971         | Rzeczyca              |
| Gmina Inowłódz                              | nông thôn | 98,0          | 3,879         | Inowłódz              |
| Gmina Będków                                | nông thôn | 57,9          | 3.520         | Bdków                 |
| Gmina Żelechlinek                           | nông thôn | 92,0          | 3,470         | Żelechlinek           |
| Gmina Budziszewice                          | nông thôn | 30.1          | 2.217         | Budziszewice          |
| * trung tâm không phải là một phần của vùng |           |               |               |                       |